# Canal de la Basseta
La Canal de la Basseta és una canal del terme municipal de Conca de Dalt, a l'antic terme d'Hortoneda de la Conca, al Pallars Jussà, en territori que havia estat de l'antiga caseria dels Masos de la Coma.
Està situada a llevant dels Masos de la Coma, a l'extrem oriental de la Coma d'Orient. És a llevant de la Canal de la Llenasca, al nord de la Canal de la Torreta.